# Besenyő (Románia)
Ez a szócikk a Beszterce-Naszód megyei településről szól. Található szócikk a besenyőkről, a korábban így nevezett Besenyőfaluról, Rinyabesenyőről, Sajóbesenyőről, Sepsibesenyőről, Székásbesenyőről, Zalabesenyőről, Zsitvabesenyőről és az azonos nevű, elpusztult faluról is.
Besenyő (románul: Viișoara, korábban Beșineu, németül: Heidendorf, szász nyelven Heendref) falu Romániában, Erdélyben, Beszterce-Naszód megyében.

## Fekvése
Besztercétől két kilométerre délnyugatra, a Beszterce jobb partján fekszik.

## Nevének eredete
Magyar nevét besenyőkről kapta, akik valószínűleg a szászok beköltözése előtt lakták. Német neve ugyancsak rájuk vonatkozik: Heidendorf a m. 'pogány falu'. Első említésekor a német név latin tükörfordításával jelölték: villa Paganica (1332). 1468-ban Bessenyew, majd 1501-ben Heidendorf. Hivatalos úton megállapított román nevének jelentése 'szőlőskert' és hagyományos bortermelésére utal.

## Története
Szász szabadfalu volt, a középkorban egyrészt kőfaragóiról, másrészt már bortermeléséről híres. A 16. század elején Petru Rareș moldvai vajda birtokaihoz tartozott. 1541-ben azután tért át a lutheri hitvallásra, hogy plébánosa megházasodott. A Basta-korszak és a 17. század későbbi pusztításai következtében csak 14 család maradt a faluban. 1713-ban 26 szász és 10 román család lakta. 1717-ben a tatárok égették fel. 1750-ben 40 szász és 12 román család élt benne, de román lakóit 1760 körül Naszód vidékére telepítették.
Az újkorban Erdély északkeleti részén a leghíresebb bortermő falu volt. Charles Boner 1865-ben egy Velencéből importált rizlingfajtából készült borát dicsérte,
a 20. században steiniger nevű cuvée-jéről volt híres, amelyet egy 1907–1911-ben a Rückrich és a Lukas családok által telepített dűlő boraiból, legnagyobbrészt királyleánykából állítottak elő. 1876-tól Beszterce-Naszód vármegyéhez tartozott, a megye egyik járásának székhelyeként.

## Népessége
- 1900-ban 680 lakosából 563 volt német, 93 román, 19 magyar és 5 cigány anyanyelvű; 615 evangélikus, 36 görögkatolikus, 13 református, 11 zsidó és 4 római katolikus vallású. Nem magyar anyanyelvű lakóinak 6%-a beszélt magyarul.
- 2002-ben 1393 lakosából 1304 volt román, 69 cigány és 13 magyar nemzetiségű; 1262 ortodox, 46 adventista, 44 pünkösdista és 11 református vallású.

## Látnivalók
- Ortodox, 1977-ig szász evangélikus temploma eredetileg gótikus stílusú, eklektikus átépítéssel. A 18. században még várfalak övezték.